# FLY TO THE FUTURE (QUARTET NIGHTの曲)
「FLY TO THE FUTURE」（フライトゥザフューチャー）は、QUARTET NIGHTの3枚目のシングル。2018年8月1日にKING AMUSEMENT CREATIVEから発売された。

## 概要
前作「God's S.T.A.R.」から1年8ヶ月ぶりのシングル。2019年公開予定のアニメ映画『劇場版 うたの☆プリンスさまっ♪ マジLOVEキングダム』の挿入歌として起用された。2018年2月に発売されたST☆RISHの「ウルトラブラスト」同様、映画公開から半年以上先駆けての先行発売となる。
カップリング曲の「THE WORLD IS MINE」は、第4期『うたの☆プリンスさまっ♪ マジLOVEレジェンドスター』第1話の挿入歌として使われた「夢を歌へと…！」のQUARTET NIGHTパートを抜き出し、追加パートを加えたものとなっている。
初回限定特典として、2018年11月に開催されるQUARTET NIGHTの2ndライブ「QUARTET NIGHT LIVE FUTURE 2018」のプレミア先行抽選申し込みコードが封入される。

## チャート成績
7月31日付のオリコンデイリーランキングでは6.3万枚を売り上げ2位にランクイン。デイリーでキャラクター名義の作品が6万枚を越えたのは、アルバムも含めて史上初の快挙であり、当時のキャラクター名義のデイリー歴代最高枚数となった。翌日以降も高いセールスを記録し、8月3日付では1.2万枚を売り上げ1位にランクイン。前作に続いて2作連続でのデイリー首位獲得となった。その後も3日連続でデイリー1位をキープした。8月13日付のオリコン週間シングルランキングで14.2万枚を売り上げて2位にランクイン。ST☆RISHの「ウルトラブラスト」の11.4万枚を上回り、キャラクター名義のシングルの最高初動記録を再び更新した。また、「ウルトラブラスト」の累計13.7万枚も抜いたことにより、うたプリの作品で最も売上の高い作品となった。キャラクターによるCDの初日枚数記録および初動記録はヒプノシスマイクの『Enter the Hypnosis Microphone』、シングルの初日枚数記録はAqoursの「永久hours」にそれぞれ破られたが、シングルの歴代初動記録は2024年12月現在でも破られていない。
年間ランキングでは、前作に引き続き、2年連続でキャラクターシングル年間1位を獲得した。
ビルボードにおいてもHot Animationで2作連続の1位を獲得した。
2019年3月現在、男性声優が担当する男性キャラクターが歌ったシングル作品としては、最も売上が高い作品となっている。

## 収録曲
1. FLY TO THE FUTURE
  - 作詞・作曲：上松範康、編曲：菊田大介
  - アニメ映画『劇場版 うたの☆プリンスさまっ♪ マジLOVEキングダム』挿入歌
2. THE WORLD IS MINE
  - 作詞・作曲：上松範康、編曲：藤田淳平
3. FLY TO THE FUTURE（instrumental）
4. THE WORLD IS MINE（instrumental）

### ユニットメンバー
1. 1 2  寿嶺二（森久保祥太郎）、黒崎蘭丸（鈴木達央）、美風藍（蒼井翔太）、カミュ（前野智昭）